# Ian Wright (piłkarz)
Ian Edward Wright, MBE (ur. 3 listopada 1963 w Woolwich w Londynie) – angielski piłkarz, obecnie osobowość telewizyjna i radiowa. Ojciec Shauna Wrighta-Phillipsa i Bradleya Wrighta-Phillipsa.

## Kariera medialna
Od czasu gdy skończył z piłką nożną i przeszedł na emeryturę, został osobistością medialną, pojawił się jako ekspert w programie Match of the Day. Był również prezenterem, miał swój własny program Friday Night's All Wright, który zaczął się w 1998, podczas gdy Ian jeszcze grał. Potem prezentował w programach takich jak The National Lottery Wright Around the World, Friends Like These, w programie radiowym Wright & Bright (ze swoim dawnym kolegą klubowym Markiem Brightem), Guinness World Records i What Kids Really Think. Obecnie jest kapitanem drużyny w programie BBC They Think It's All Over.

## Wyróżnienia

### Osobiste
- Otrzymał Order Imperium Brytyjskiego (MBE)[10]

### Crystal Palace
- Zwycięzca Playoffów Drugiej Ligi Angielskiej (1988-1989)[1]
- Zdobywca Pucharu ZDS (1991)[11]
- Zdobywca Złotego Buta (najlepszy strzelec w Angielskiej Pierwszej Lidze) (1991-1992)[1]

### Arsenal
- Zwycięzca Pucharu Anglii (1993, 1998)[1]
- Zwycięzca Pucharu zdobywców Pucharów (1994), wicemistrz (1995)[12]
- Zwycięzca Pucharu Ligi Angielskiej (1993)[13]
- Tytuł zwycięzcy Ligi angielskiej (1997-1998)[1]

### Reprezentacja Anglii
- 33 występy, 9 goli[9]
- Debiut 6 lutego 1991 przeciw Kamerunowi na Wembley[14]
- Ostatni występ 18 listopada 1998 przeciw Czechom na Wembley[15]